# Szipojlázadás

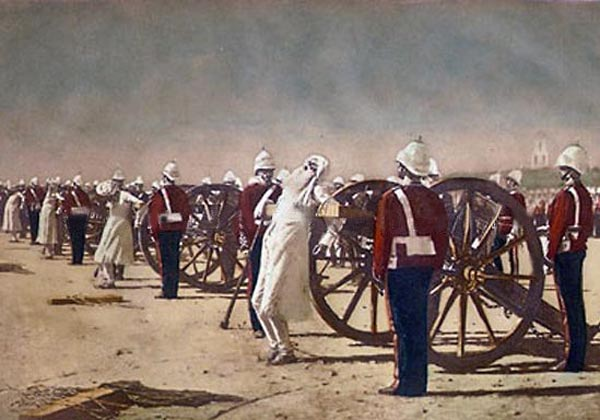
Verescsagin 1881-ben készült híres festménye a szipojlázadás leverését követő brit megtorlásban elrettentő céllal alkalmazott, ágyúval történő kivégzésekről. A foglyokat katonai parádé keretében a lövegek csöve elé kötötték, majd elsütötték azokat. A módszert az indiaiaktól vették át. a britek

A szipojlázadás az Indiában 1600 óta folyamatosan hegemóniát szerző és a 19. század közepére már a tényleges hatalmat birtokló Brit Kelet-indiai Társaság (East India Company), ezzel együtt a gyarmati uralom elleni felkelés volt, amely 1857. május 10-én tört ki a gyarmati hadsereg indiai katonái (a szipojok) részvételével. Az elsősorban India északi, központi területein terjedő felkelés során a lázadók elfoglalták a fővárost, Delhit és az utolsó mogul császárt, II. Bahádur mogul sahot tették meg szimbolikusan vezetőjüknek. A britek az ország más területeiről verbuvált, hozzájuk lojális bennszülött csapatok támogatásával egy év alatt fokozatosan visszahódították a lázadók által birtokolt területeket és elrettentő erejű megtorlást hajtottak végre nemcsak a felkelőkön, hanem a civil lakosságon is. Az ekkor már névleges Mogul Birodalom végső felszámolása is a lázadás leveréséhez köthető, melynek eredményeként India a brit korona gyarmatává vált. Viktória brit királynő 1877-ben India császárnőjévé nyilvánította magát. A brit korona ékköveként aposztrofált indiai gyarmatbirodalom a lázadás leverését követően még kilencven éven át regnált, míg India 1947-ben elnyerte függetlenségét.
A szipojlázadás Indiában, mint India első függetlenségi háborúja, „nagy lázadás”, „indiai lázadás”, „1857-es felkelés” néven is ismert.

## Előzményei
A gyapot, selyem, kávé, tea, indigó kivitelére alakult Brit Kelet-Indiai Társaságot angol kereskedők alapították, akik számára 1600-ban I. Erzsébet királyi adománylevélben biztosított kereskedelmi előjogokat a kelet-indiai térségre. Kezdetben a jávai Bantam, illetve a gudzsaráti Szúrat városában alapítottak telepeket akkor még a Holland Kelet-indiai Társasággal (Vereenigde Oostindische Compagnie) közösen, a portugál és spanyol hasonló társaságok ellenpólusaként. 1623-ban azonban ez a kapcsolat megszakadt, és az angolok elsősorban Indiára koncentráltak, ahol az 1630-as évektől kezdve a mogulok jelentős kedvezményeket biztosítottak számukra. A Kalkuttát, Bombayt és Madrászt központjának kijelölő társaság így fokozatosan növelte befolyását a szubkontinensen, erődítményeket emeltek, katonaságot toboroztak, akiket aztán európai tisztekkel képeztettek ki és modern európai fegyverekkel láttak el. A kereskedőcégből a Társaság igazi hatalommá fejlődött, megszerezve az ehhez szükséges kormányzati és katonai előjogokat is, így a helyi közigazgatásban és a hadseregben jelentős súlyt képviselt, és pozícióinak védelmére a helyi lakosokból verbuvált katonákból (szipojokból) saját hadsereget is fenntartott. Államot hoztak létre az államban, így elkerülhetetlenül konfliktusforrássá váltak a helyi politikában. Beavatkoztak a helyi ügyekbe, és a kisebb helyi fejedelmek és hatalmi központok között egyfajta igazságosztóként léptek fel.
A moguloktól 1717-ben kapott adómentesség birtokában helyzeti előnyével kiszorította a rivális franciákat és hollandokat, ezzel a társaság egyeduralkodó lett a térségben. 1757-ben Bengália is közvetlenül irányítása alá került, miután a mogulokkal ellenséges indiai uralkodók támogatásával és alvezéreit korrumpálva a palási csatában legyőzték a mogul alkirályt. 1764-ben már közvetlenül a mogul szultán seregeivel ütköztek meg; őt Buxarnál vertek le. Ekkor kapták meg a mogul császártól az adószedés jogát három államban (Bengál, Bihár, Orisza). A britek területei a hétéves háború után tovább gyarapodtak, gyarmati kormányzatot szerveztek, amelyet az 1773-as és 1784-es törvények a brit kormány és parlament közvetlen fennhatósága és ellenőrzése alá helyeztek. A Társaság katonai, politikai szolgálataival gazdaságilag lekötelezte a helyi hatalmasságokat, akik fokozatosan átengedték a tényleges hatalmat, és a 18. század végére már ténylegesen a Társaság kormányozta ezeket a területeket.
Azért, hogy az Indiában termesztett ópiumot Kínába exportálhassa, kirobbantotta és megnyerte a két ópiumháborút.
Kegyetlen kormányzati módszerekkel párosult profitéhsége miatt a Társaságot terheli a felelősség az 1770–1773-as, milliós áldozatokkal járó bengáli éhínségért.
Miután az idegen hatalom ellen felkelt maráthák 1803-ban vereséget szenvedtek az angoloktól, a Társaság terjeszkedésének már csak a független Pandzsáb szabott határt. Annak 1848-as megszállása után Indiát gyakorlatilag már a brit gyarmatbirodalom részének tekintették.
Kisebb elégedetlenségek, felkelések az indiai hadseregben már a 19. század kezdetén voltak. 1806-ban Madrászban a brit típusú katonai egyenruhák bevezetése ellen lázadtak fel a szipojok, 1824-ben a bengáli gyalogosok tagadták meg a külszolgálatot. 1844-ben a zsold szűkössége robbantott ki felkelést.
A tizenkilencedik század első felében ellenállás bontakozott ki a brit fennhatóság ellen a muszlimok közt is. A szélsőséges vahhabita Szajjid Ahmed (1783–1831) vallásháborút hirdetett az angolok ellen. Leverésére a főként szipoj katonákból álló Bengáli Hadsereget (Bengal Army) küldték ki, de azt „megfertőzték” Szajjid Ahmed lázadó nézetei.

## A brit haderő Indiában
A Kelet-Indiai Társaságnak és a brit kormányzatnak indiai uralmuk és a további hódítások biztosítása végett folyamatosan ütőképes hadsereget kellett állomásoztatnia a szubkontinensen. Ez a haderő elsősorban brit tisztek parancsnokolta indiai zsoldosokból állt, akik gyalogos (szipoj), könnyűlovas (sowar), vagy tüzérezredekben és utászalakulatokban szolgáltak, őket egészítették ki a társaság brit legénységű saját ezredei, valamint a londoni kormány által a 18. század közepétől Indiában állomásoztatott, a legnagyobb harcértéket képviselő brit csapatok (King's, vagy Queen's Forces) ezredei - H. M.'s Regiments (Őfelsége ezredei), vagy más néven Royal Regiments (Királyi ezredek). 1757 és 1858 között a Kelet-Indiai Társaság közvetlen uralma alatt álló indiai területek közigazgatását három elnökségre (Presidency) - Bombay (Bombay Presidency), Madrász (Madras Presidency, vagy Presidency of Fort St. George) és Bengál (Bengal Presidency, vagy Presidency of Fort William) osztották, ezek tulajdonképpen igen nagy kiterjedésű tartományok voltak. A társaság bennszülött zsoldosait és brit csapatait ennek megfelelően három jelentős méretű reguláris elnökségi hadseregbe (Presidency Army) szervezték, ezek: a Bengáli Hadsereg, a Bombay-i Hadsereg és a Madrászi Hadsereg. A csapatok élén 1748-tól az indiai brit főparancsnok (Commander in Chief of India) állt. A brit indiai hadsereg atyjának és igazi megteremtőjének az első indiai főparancsnokot Stringer Lawrence (1697-1775) vezérőrnagyot tekintik. Az első szipoj zászlóaljakat egyébként, melyeket a brit vöröskabátosok mintájára öltöztettek, fegyvereztek fel és képeztek ki, 1757-ben, a Bengáli Elnökségben állította fel báró Robert Clive (1725-1774) vezérőrnagy, a harmadik indiai főparancsnok. Ezt a példát a Madrászi Hadsereg 1759-től, a Bombay-i Hadsereg pedig 1767-től követte. Reguláris sowar könnyűlovasezredeket a britek 1784-től szerveztek. Csekély számú brit tiszt vezette, kisebb harcértékű, gyengébben képzett irreguláris gyalogságot és lovasságot is alkalmaztak a feudális indiai silladar hadkiegészítési rendszer alapján az 1840-es évektől. Végül bennszülött tüzér és utászalakulatok is létrejöttek a társaság szolgálatában, azonban a szipojlázadás miatt 1857 után a bennszülött tüzéralakulatokat megszüntették. Ezek a katonai alakulatok Indián kívül is szolgáltak. Szipoj katonák harcoltak még Kínában is, az ópiumháborúban.
1824-től a szipoj gyalogezredek zászlóaljainak számát kettőről egyre csökkentették, az ilyen egy zászlóaljas szipoj gyalogezredeket 22 brit tiszt irányította. Az 1813-as orosz-perzsa megállapodással kezdetét vette a Közép-Ázsia feletti uralom és befolyás megszerzéséért folytatott brit-orosz hatalmi vetélkedés, a nagy játszma. Indiát a londoni kormány a cári birodalom közép-ázsiai expanziója által katonailag is közvetlenül fenyegetve látta. Mivel a brit csapaterősítéseknek csaknem fél évbe telt volna az út Európából Indiába, egy esetleges Afganisztánon, vagy Perzsián keresztüli orosz invázió kivédésére való felkészülés szintén szükségessé tette nagy haderő fenntartását Indiában. 1824-ben a három elnökségi hadseregben 170 gyalogos szipoj és könnyűlovas sowar ezredben és 16 fehér brit ezredben összesen 200 000 katona szolgált. Míg 1857-ben a brit kormány által Indiában állomásoztatott, s a Kelet-Indiai Társaság rendelkezésére bocsátott fehér csapatok (Queen's Forces) száma a krími háború következtében rekord alacsony volt, a társaság európai zsoldosaival együtt mindössze 4000 katona, addig a brit tisztek által vezetett bennszülött szipojok, sowarok 300 000 főt tettek ki.

### A Bengáli Hadsereg
A felkelés tulajdonképpen szinte csak a Bengáli Hadseregre korlátozódott, ennek 84 ezredéből 64 bennszülött regiment a lázadókkal tartott. A másik két elnökségi haderő - két Bombay-i zászlóalj kivételével - feltétlenül lojális maradt a brit koronához és a Kelet-Indiai Társasághoz, eleve eldöntve az események kimenetelét és megkönnyítve a lázadás leverését. A nagyjából a mai Franciaország és Németország együttes területének megfelelő Bengáli Elnökségben meglehetősen kevés európai brit katona állomásozott, Kalkuttában és Dinapurban egy-egy gyalogoszászlóalj, Agrában és Lucknowban pedig tüzérütegekkel megerősített egy zászlóaljból álló gyalogezredek láttak el helyőrségi szolgálatot.

### A Bombay-i Hadsereg

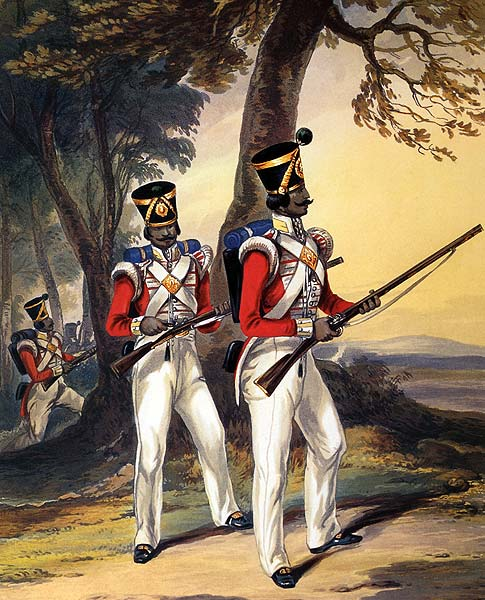
Szipojok a Bengáli Hadsereg állományából a 19. század elején.
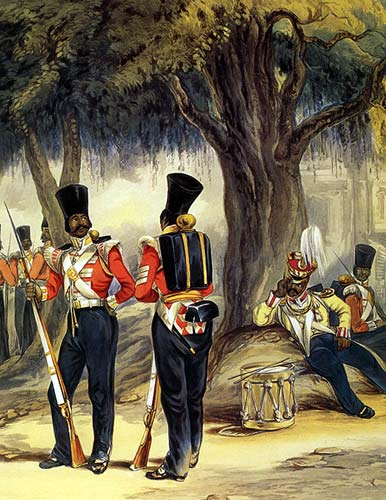
Szipojok a Bengáli Hadsereg állományából a 19. század elején.
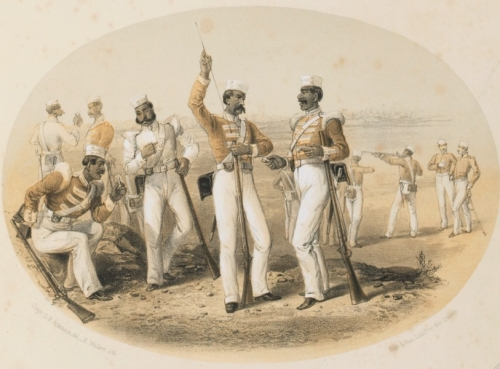
Szipojok a 19. század elejéről.
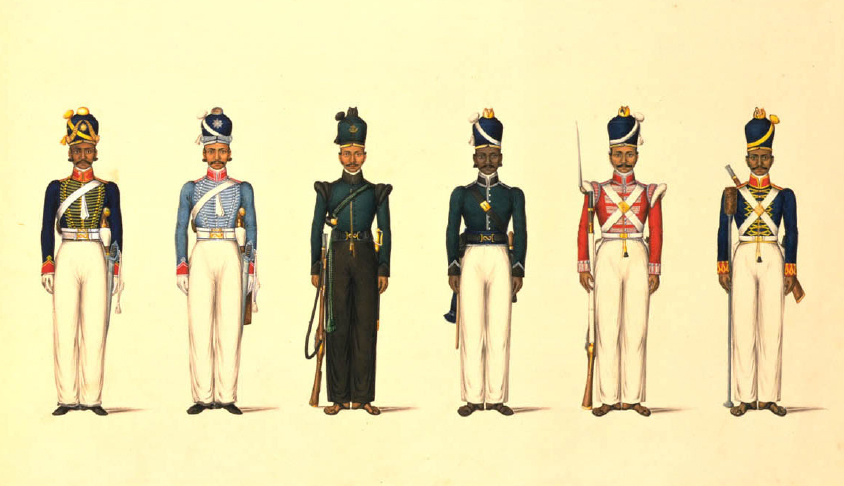
A Madrászi Hadsereg egyenruhái 1830-tól, balról jobbraː lovastüzér, könnyűlovas, mesterlövész, utász, gyalogos és tábori tüzér.
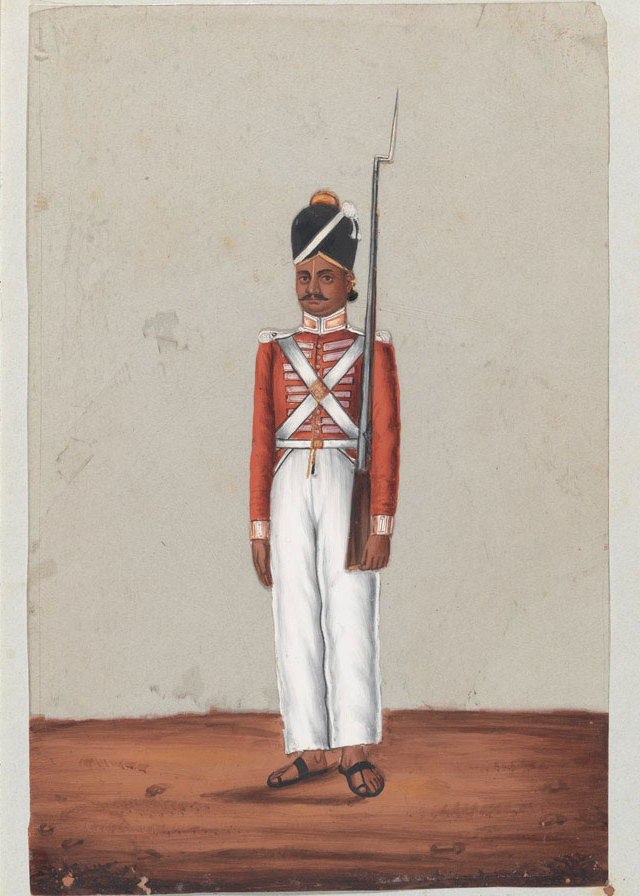
Szipoj a Madrászi Hadseregből, 1835.
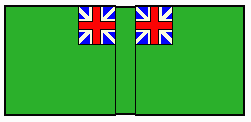
Szipoj ezredzászló 1801 előttről (a brit zászló 1707-1801 közötti változatával).
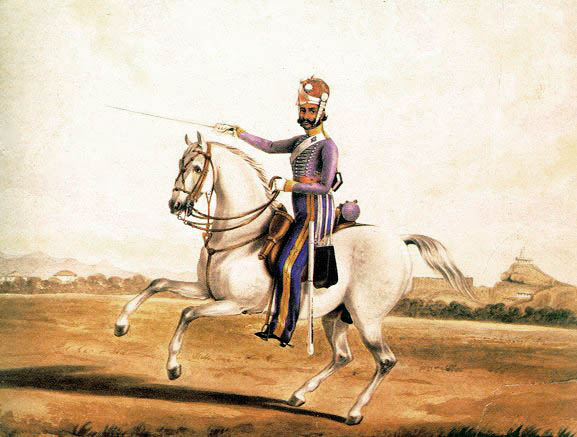
Könnyűlovas (sowar) a Kelet Indiai Társaság 6. Madrászi könnyűlovas ezredéből - 6th Madras Light Cavalry - 1845.

## Az 1857-es lázadás
1857 elején elterjedt annak a híre, hogy a britek erőszakosan keresztény hitre akarják téríteni az őslakosokat. Ez nem volt igaz, azonban a szóbeszéd annyira bevette magát a köztudatba, hogy a kultúrájában már többször megalázott lakosság és a másodrendűként kezelt bennszülött katonaság hitelt adott ezeknek. A brit kormányzó legújabb törvénye további megalázó intézkedések sorozatát készítette elő, többek között, hogy a fiúutód nélküli örökösödés esetében az indiai földek birtokjoga a Kelet-Indiai Társaságot illeti meg. Ezzel a törvénnyel mintegy 650 ezer négyzetkilométer területtel növelhette volna tulajdonát a Társaság.

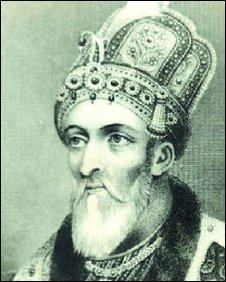
II. Bahadur sah

A britek észak-indiai, azaz bengáli hadsereg 23 ezer brit és 129 ezer indiai zsoldosból álló seregének tagjai között elterjedt annak a híre, hogy az angolok új patronokat vezettek be a rendszeresített Enfield karabélyokhoz, és a híresztelések szerint azok marhafaggyúval és disznózsírral voltak bekenve. Mivel a patronok tömítését szokás szerint a fogukkal kellett feltépniük, a muszlim és hindu katonákat ez vallási érzéseiben sértette, hiszen akár a disznózsír, akár a marhafaggyú érintése vagy  ízlelése vallási előírásaik szerint tiltott. Bár az első panaszok után azonnal visszavonták ezeket a töltényeket, és nem kényszerítettek arra senkit, hogy vallásával ellentétesen cselekedjen, a hír futótűzként terjedt, Agrában, Alláhábádban, illetve Amhalában ahol jelentős csapatösszevonások voltak az éves lövészgyakorlatok lebonyolítása miatt. Ezekben a városokban szórványos gyújtogatások kezdődtek, a feszültség érezhetően nőtt.
Február 26-án a berhampuri 19. bengáli szipoj ezred megtagadta az újszerű patronok használatát. Március 29-én Mangal Pande, a 34. bengáli szipoj gyalogezred egyik katonája sorakozókor kilépett a sorból, és meglőtt két brit tisztet egy csapatszemle során. Ezért, mivel ezt nyílt lázadásnak tekintették, április 9-én Barrakpurban felakasztották. Május 3-án Sir Henry Lawrence szembeszállt a 7. oudhi irreguláris gyalogos hadtest lázadóival Lakhnauban. A lázadók vezetőit bebörtönözte. Május 6-án a 34. Bengáli szipoj gyalogezredet, amely Barrakpurban állomásozott, feloszlatták, mivel azok megtagadták az engedelmességet a brit tiszteknek. Általános zavargások kezdődtek, először szórványos jelleggel, később ezek fokozatosan kiszélesedve a katonai táborok környékén, majd a vidéki nagyvárosokban, végül Delhiben, az akkor még névlegesen regnáló Mogul Birodalom központjában is.
Május 10-én Mírátban a szipojok angol feljebbvalójukat ölték meg, és sok angol civilt is kivégeztek, majd Delhi felé vonultak. Ettől a naptól számítják a tényleges felkelés kitörését.
Május 11-én a míráti szipojok Delhibe érkeztek, ahol az ottani helyőrséghez csatlakoztak. Azokat az európaiakat, akikkel találkoztak, meggyilkolták vagy menekülésre kényszerítették. Bahadur Sáh Zafar a mogul uralkodók leszármazottja ekkor proklamációt adott ki, melyben deklarálta jogát a mogul trónra, császárrá kiáltotta ki magát, és mint a lázadók szimbolikus vezére a felkelés élére állt. Ezzel az eredetileg katonai lázadást nemzeti felkeléssé próbálta kibontani.
A lázadás és zavargások híre gyorsan terjedt az országban. Lakhnau, Bareli, Aligarh, Kánpur, Patna, Alláhábád hamarosan a felkelők kezére került.
A tényleges helyzetet sem az angolok, sem a lázadók nem ismerték, így nem lehetett tudni, hány felkelővel kell számolni, melyek a még hűséges csapatok, melyek álltak át a lázadókhoz. Ellentmondásos hírek keringtek, előfordult, hogy az angolok a brit koronához lojális szipojokat fegyvereztek le, hogy elejét vegyék a felkelésnek, illetve  a szipojok számtalan ártatlan európait koncoltak fel, akik esetleg nem is voltak katonák, hanem a brit adminisztráció tagjai és azok családtagjai voltak. A benáreszi és alláhábádi szipojok lefegyverzése olaj volt a tűzre, helyi lázongásokhoz vezetett. A Neil tábornok által vezetett angol bengáli hadtest azonban bevette Allahábádot és Benáreszt, kegyetlen bosszúhadjárata a civil lakosságot sem kímélte.
Bareliben a lázadók főparancsnoka Bahádur Khán volt, Alláhábádban Maulavi Lijákat vahhabita néptanító, míg Patnában Pír Ali könyvkereskedő állt a lázadók élére. Lakhnauban a szintén vahhábita Ahmadullah sah, Kánpurban pedig a marátha Nána Száhib és testőre, a később legendákkal övezett Tantija Topi. A sokféle célok által feltüzelt lázadók között nem jött létre egység, ezért a lázadás kimenetele megjósolható volt.
Delhiben a környékbeli településekről a városba menekült lakossággal együtt a helyőrség mintegy 60 ezer felkelővel védhette az erődöt. Mivel az erődben elsáncolt szipojok elsősorban védekezésre rendezkedtek be, ezzel taktikai hibát követtek el, és lehetőséget adtak az angol seregeknek a csapatösszevonásokra illetve a város bekerítésére. Nicholson brit, szikh és nepáli gurkhákból álló hadteste egy magaslatot elfoglalva három hónapig lőtte a Vörös Erődöt, amit 1857. szeptember 21-én vett be, és hatalmas vérfürdővel állt bosszút a szipojok kegyetlenkedésein.
A bengáli brit hadsereg James George Smith Neill tábornok vezetésével Kánpur felé vette az irányt, hogy az azt védő Nána Száhib csapataitól megtisztítsa a várost. Útközben Benáreszt és Alláhábádot elfoglalva olyan kegyetlen bosszút állt a lázadókon, és a helyi civil lakosságon, hogy a britek is megelégelték, és Cannig főkormányzó Neil tábornokot leváltotta. Helyére Henry Havelock tábornok került, aki sikeresen nyomult tovább. Kánpurban eközben Nána Száhib értesült az alláhábádi és benáreszi vérengzésről, bosszúból ő a kánpuri angol lakossággal számolt le, nemcsak a katonákkal, hanem nőkkel, gyerekekkel is. Az angolok megérkezése után a város többször gazdát cserélt, különösen sokáig tartották magukat a lázadók akkor, amikor Gválijar fellázadt helyőrsége megérkezett, és csatlakozott Nána Száhib és Tantija Topi seregeihez. Végül 1857 december elején a lázadók kénytelenek voltak feladni a várost az azt ostromló Campbell tábornoknak, és elvonultak Bundelkhandba.
Delhi és Kánpur után a menekülőktől felduzzasztott lakhnaui helyőrség lett a lázadás központja, amelyet 1858. március 21-én foglalt el a Campbell vezette bengáli brit hadtest.
Dzsánszi elfoglalását a bombayi brit hadtest hajtotta végre 1858 tavaszán. Tantija Topi ugyan bevette Gválijart a hozzá csatlakozó, alig húszéves Laksmi Bái hercegnő seregeinek segítségével, de a Rose tábornok által vezetett bombay-i hadtest a kóta-ki-szeráj-i csatában legyőzte őket, Laksmi Bái is itt esett el. Tantija Topi Rádzsasztánba menekült, ahonnan gerillaháborút folytatott az angolok ellen.
Az utolsó város, amely jelentősebb lázadó csapatösszevonásokkal rendelkezett, a Bahádur Khán által védett Bareli volt, amelyet csak május 7-én tudtak bevenni.
Bár kisebb összecsapások, partizánharcok egészen 1859 végéig jelen voltak a térségben, a britcsapatok (jelentős mértékben helyi segítséggel) felszámolták ezeket. Tantija Topit, Bahádur Khánt felakasztották, Nána Száhibot saját hívei ölték meg.
II. Bahádur, aki a több mint két évszázados mogul uralmat képviselte, és mint szimbolikus vezető a felkelés élére állt, már Delhi bevételekor elmenekült. Később, a Delhiben álló Humájun császár síremléke közelében elfogták, majd a Vörös Erőd területén a Díváne Hászban hadbíróság elé állították árulás, lázadás, felbujtás, gyilkosság vádjával, nem sokkal később a burmai Rangoonba száműzték udvartartásával együtt.

## A bukás okai

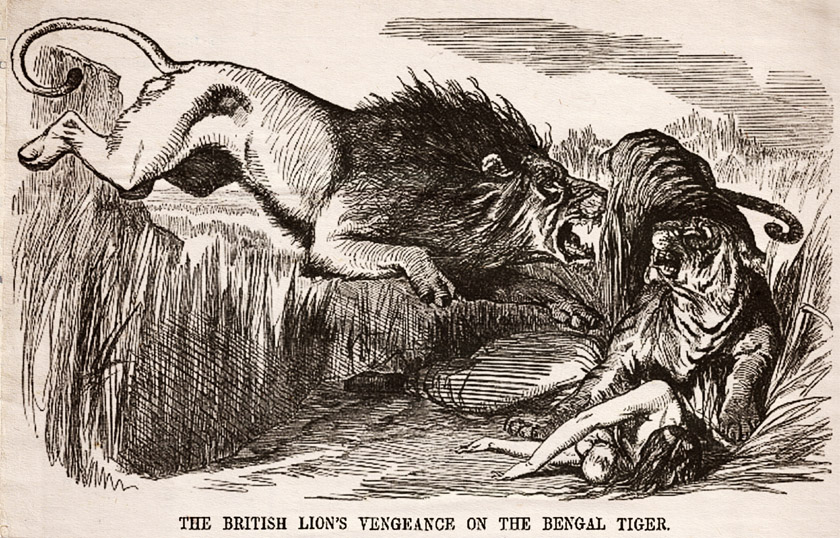
A brit oroszlán bosszút áll és elpusztítja az Indiát jelképező bengáli tigrist. A női holttest a szipojok által legyilkolt európaiakat szimbolizálja. A szipojlázadás leverésére utaló rajz a brit Punch magazin 1857. augusztus 22-i számából.

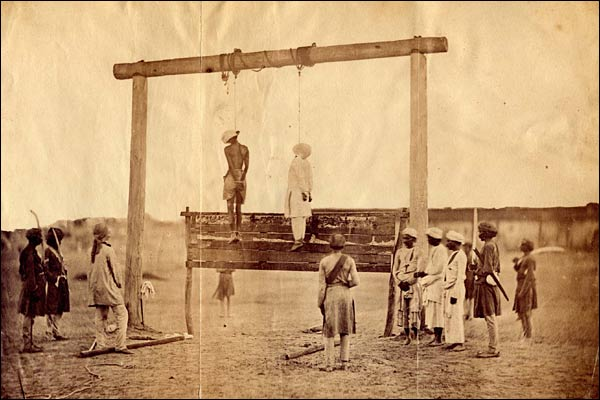
A megtorlás

Bár a lázadás Észak-Indiában általános volt, nem mondható el, hogy egység volt a lázadók között. A britek kihasználták a bennszülött népesség etnikai és vallási megosztottságát. Kiterjedése India nagyobb és sűrűbben lakott déli vidékeire nem ért el. Míg II. Bahádur mogul sah visszaállította a császári trónt és a mogul törvényhozást, mások az indiaiak közül a saját pozíciójukat próbálták erősíteni. A Marátha uralkodók is részt kértek volna az uralkodásból, és a helyi fejedelmek, a navábok is saját hatalmi terveket dédelgettek. A síita muszlim vezetők egyenesen dzsihádot hirdettek a felkelés során, ezért a britek emiatt később úgy gondolták, hogy a muszlimok álltak az események mögött. II. Bahádur nem támogatta a dzsihádot, mivel félt az erőszak eszkalációjától. A szunnita muszlimok sem támogatták azt, mivel ők a síiták visszatérésétől, és hatalomátvételétől tartottak. Néhány muszlim hatalmasság egyenesen a briteket támogatta, pl. Aga Khán, akit később a britek azzal jutalmaztak, hogy hivatalosan elismerték uralkodói címét.
A stratégiában képzetlen főtisztek képtelenek voltak összehangolni harci tevékenységeiket, ezért a komolyabb előkészítést igénylő hadműveletekben többnyire vereséget szenvedtek. Felszerelésük hiányos és elmaradott volt az angol hadtestek korszerű harci eszközeivel szemben.
A bengáli hadsereg számos katonája (mintegy 80 000 fő) hű maradt a britekhez. A Bombay hadseregben három lázadás tört ki a 29. ezredben, míg Madrászban nem volt lázadás, mindössze az 52. ezred nem volt hajlandó szolgálatba állni. A legtöbb dél-indiai hadseregcsoport passzív maradt, csak szórványos és csak ritkán erőszakos kitöréseket lehetett tapasztalni. A legtöbb állam nem vett részt a háborúban, mint például a Nizámi vagy a maiszúri seregek, ezek irányítása azonban nem közvetlenül a brit uralom alá tartozott.
A szikhek és a pandzsábi uralkodócsaládok az északnyugati határvidéken támogatták a brit csapatokat Delhi visszafoglalásában. Ezzel akarták megbosszulni a Szikh Birodalom nyolc évvel korábbi annexióját, amely az első és a második angol-szikh háború során történt. A szikhek nem felejtették el az angol szolgálatban álló bennszülött katonák, a szipojok kegyetlenkedéseit. A szikhek féltek a mogul uralom észak-indiai visszaállításától is, mivel azok részéről korábban rengeteg üldöztetést szenvedtek el.
A harcokban elszenvedett európai veszteséget 6 és 40 ezer fő közé helyezik a becslések. Ebbe beletartoznak nemcsak az elesett katonák, de meggyilkolt Indiában élő brit és más európai civilek is. Indiai részről a veszteségek a harcok, megtorlások és a kialakult járványok, valamint éhínség miatt meghaladták a 800 ezer főt, bár ez csak alsó határa lehet a teljes számnak.[forrás?]

## Következmények
1858 november elsején Viktória királynő rendelete értelmében a Brit Kelet-indiai Társaság feloszlott.
A rendelet egyúttal kimondta azt is hogy az „Indiából származó bevételeket nem lehet a parlament két házának beleegyezése nélkül olyan katonai vállalkozások fedezésére felhasználni, amelyeket őfelsége eme bevételekből fenntartott csapatainak bevetésével hajtanának végre”
Egyúttal átvállalta azokat a szerződéseket, amit a Társaság előtte megkötött. A királynő amnesztiát ígért azoknak az indiai főuraknak akik nem vettek részt a fegyveres harcokban.